# بخش اسکات، شهرستان ماریون، اوهایو
بخش اسکات (به انگلیسی: Scott Township) یک منطقهٔ مسکونی در ایالات متحده آمریکا است که در شهرستان ماریون، اوهایو واقع شده‌است.
 بخش اسکات ۶۳٫۴ کیلومتر مربع مساحت و ۴۹۸ نفر جمعیت دارد و ۳۰۶ متر بالاتر از سطح دریا واقع شده‌است.